# Vlasteljice
Vlasteljice (en serbe cyrillique : Властељице) est un village de Serbie situé dans la municipalité de Lučani, district de Moravica. Au recensement de 2011, il comptait 274 habitants.

## Démographie
| 1948 | 1953 | 1961 | 1971 | 1981 | 1991 | 2002 | 2011 |
| ---- | ---- | ---- | ---- | ---- | ---- | ---- | ---- |
| 581  | 601  | 613  | 566  | 485  | 403  | 361  | 274  |

|  |